# Simon Lefèvre
Pour les articles homonymes, voir Lefèvre (patronyme).
Simon Lefèvre dit Lefèvre père (né le 12 octobre 1789 à Montreuil, mort le 20 mars 1855 à Paris) est un facteur français d'instruments à vent spécialisé dans les clarinettes et les flûtes.

## Biographie
Simon Lefèvre est le fils de Jean Lefèvre (1748-1830), bûcheron à Montreuil. 
D'origine proche de La Couture-Boussey, Simon Lefèvre a probablement effectué son apprentissage de tourneur et de facteur d'instruments de musique dans un atelier de la région couturiote. 
En 1811, il s'installe à Rouen comme facteur d'instruments de musique, au n°83 rue Grandpont. Il épouse le 25 février 1811 à Rouen Félicitée Rosalie Rethaller (1791- ?), fille de Mathias Rethaller (1750-1826), ancien musicien d'origine bavaroise des gardes du corps de Louis XVI et musicien au théâtre français de Rouen. 
Vers 1817, il installe son atelier à Paris et édite l'annonce suivante :

« Lefèvre, facteur de la musique particulière du Roi pour flûtes et clarinettes. 83 Palais Royal. Maison Very restaurateur »

— Le Bottin de Paris (1819)
Vers 1822, César Antoine Janssen (1781-1860), clarinettiste à l'opéra-comique, fait adapter son invention de rouleaux de clé à la clarinette à treize clés d'Iwan Müller en s'adressant pour le travail à Simon Lefèvre et Claude Guignot, clétier. 
Il dépose des brevets pour améliorer la flûte et la clarinette. 
En 1827, le jury de l'Exposition des produits de l'industrie française lui attribue une mention pour ses clarinettes « parfaitement exécutées » et le jury de l'édition de 1834 la confirme en indiquant que ses instruments étaient « très estimés des artistes ».
Vers 1827, il déménage au 221 rue Saint-Honoré.
Il dépose en 1835 un brevet de 5 ans pour « des perfectionnements apportés à la flûte, qu'il nomme flûte Lefèvre".
Le 17 octobre 1835, Simon Lefèvre père se remarie avec Louise Justine Godard (1790-1875). 
Simon Lefèvre fils a probablement effectué son apprentissage de facteur d'instruments de musique avec son père et épouse le 13 mars 1837 à Paris Marie Pauline Gueudet, fille d'un bijoutier parisien. Vers 1839, son fils s'installe à son compte au 213 rue Saint-Honoré puis à partir de 1842 au 211 rue Saint-Honoré.
En 1846, Simon Lefèvre dépose un deuxième brevet pour « une clarinette à système d'anneaux qui supprime les notes factices ». 
Simon Lefèvre père cède le 16 mars 1855 son atelier à deux de ses ouvriers Paul Bié (1824-1893), employé depuis au moins 1844, et Rustique Noblet (1819-1858) ; Paul Bié épouse le 17 mai 1851 à Paris la nièce de Simon Lefévre, Justine Antoinette Godard (1824-1872). 
Peu de temps après la vente, Simon Lefèvre père décède le 20 mars 1855 au 27 rue Saint-Honoré.
Plus tard, Rustique Noblet décède à son tour le 22 février 1858 à Paris
Pierre Bié nomme l'entreprise « Lefèvre père et Bié » et continue à marquer ses instruments « LEFÊVRE À PARIS » rendant difficile leur reconnaissance pour les collectionneurs. 
L'atelier sera ensuite racheté en 1886 par André Thibouville qui continue à exploiter la notoriété de Lefèvre en mentionnant « Lefèvre père et Bié, successeurs » dans les annonces. De même, il conserve l'estampille « LEFÊVRE À PARIS » pour les instruments fabriqués.

Il apparaît que Constant Pierre dans son ouvrage sur les facteurs d'instruments se trompe sur le prénom de Lefèvre père, sur des éléments biographiques et sa date de décès, qui seront répétées dans de nombreux ouvrages ultérieurs sur la clarinette : 

« Un des plus anciens et des plus renommés facteurs de clarinettes est François Lefèvre qui fit partie de la musique du Roi. C’est en 1812 qu’il ouvrit son atelier ; en 1823 il reçut une mention pour ses clarinettes « parfaitement exécutées » ; en 1827, une médaille de bronze pour une clarinette et une flûte de bonne construction et le jury de 1834, confirmant cette récompense, constata que ses instruments étaient très estimés des artistes. Lefèvre fit breveter en 1835 un nouveau système de flûte qui porte son nom, simplifiant de beaucoup l’exécution. Onze ans après, il réalisa la suppression des notes factices de la clarinette au moyen d’anneaux mobiles, sans changer les positions de la main gauche de l’ancienne clarinette à 13 clés. En 1853, il imagina une nouvelle disposition des clés. Ce facteur dont le fils fabriqua également, mourut en 1856. Le 16 mars 1855, il avait vendu son fond à Paul Bié et à Rustique Noblet. Ce dernier étant mort en 1858, P. Bié conserva seul la maison à laquelle il appartenait de longue date comme ouvrier. Après une abstention de plus de 30 ans aux expositions, il présenta en 1867 des clarinettes Boem, une clarinette basse et une flûte cylindrique en métal, parfaitement établies, ainsi que la clarinette imaginée par A. Roméro de Madrid pour perfectionner le système Boehm, merveille de mécanisme qui fait honneur au facteur à qui l’inventeur en confia la conception et la réalisation. »

— Les facteurs d’instruments de musique, les luthiers et la facture instrumentale, Paris, Sagot, 1893

## Œuvre
Il subsiste des instruments marqués par Simon Lefèvre père dans les collections publiques et privées. 
On notera que le clarinettiste Jean-Xavier Lefèvre, un des opposants à l'instrument proposé par Iwan Müller lors de sa présentation au conservatoire en 1812, a légué à sa succession une des clarinettes à 13 clés datant de 1824 de Simon Lefèvre, conservée au Musée de la musique de Paris.
L'estampille de Simon Léfèvre père utilise toujours le nom Lefêvre avec un accent circonflexe associé au lieu (Rouen ou Paris).